# Tomislav II van Kroatië
Aimone Robert Margaretha Maria Jozef Torino (Turijn, 9 maart 1900 - Buenos Aires, 29 januari 1948), hertog van Spoleto, prins van Savoye en vanaf 1942 vierde hertog van Aosta, was van 18 mei 1941 tot 12 oktober 1943 als Tomislav II officieel koning van de Onafhankelijke Staat Kroatië, een satellietstaat van nazi-Duitsland, hoewel hij nooit voet op Kroatische bodem zette.
Hij was de zoon van Emanuel Filibert van Aosta (zoon van Amadeus I van Spanje), en Hélène van Orléans. Op 1 juli 1939 huwde hij in Florence met Irene van Griekenland, dochter van koning Constantijn I van Griekenland en Sophie van Pruisen. Op 27 september 1943 werd hun enige kind prins Amadeus (die na de dood van zijn vader de vijfde hertog van Aosta werd) geboren.
Het koninkrijk Joegoslavië sloot in maart 1941 onder grote druk een pact met Duitsland. Hierop zette het leger, aangemoedigd door Engelse agenten, de regering en prins Paul (regent voor de minderjarige koning Peter II) af. Een week later viel een Duits-Italiaans-Hongaars-Bulgaarse strijdmacht Joegoslavië binnen. De Kroaten keerden zich tegen de Serviërs (waartoe de koninklijke familie behoorde) en Kroatië werd als dank hiervoor door Adolf Hitler tot onafhankelijk koninkrijk verheven. Deze staat - die in feite helemaal niet onafhankelijk was en volledig naar de pijpen van Duitsland en Italië danste - besloeg het grootste deel van Kroatië en Bosnië en Herzegovina en werd geleid door de Kroatische fascist Ante Pavelić.
Aimone werd in absentia gekroond tot koning van Kroatië, prins van Bosnië en Herzegovina en woiwode van Dalmatië, Tuzla en Temun. Hij noemde zich in deze hoedanigheid Tomislav II, naar Tomislav, de eerste koning van Kroatië die regeerde van 910 tot 928. Hij bleef echter in Italië wonen, zette nooit voet op Kroatische bodem en had in feite geen enkele macht.
Aimone werd op 3 maart 1942, na de dood van zijn broer, de vierde hertog van Aosta. Zijn broer Amadeus, de derde hertog, kwam om in een Brits krijgsgevangenenkamp in Nairobi. Na de Italiaanse capitulatie van 8 september 1943 deed hij op 12 oktober troonsafstand.